# 滨海贝拉省

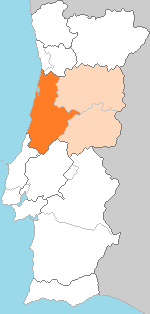
滨海贝拉（深橘色）
贝拉（浅橘色）
在葡萄牙中的位置

滨海贝拉（葡萄牙語：Beira Litoral）位于葡萄牙，是一个存在于1936-1976年的省份。首府为科英布拉。如今，该区域主要位于中部大区，小部分位于北部大区 (葡萄牙)，横跨阿威罗区、科英布拉区、萊里亞區（部分）和聖塔倫區（仅歐倫）。
滨海贝拉北邻滨海杜罗省，东临上贝拉省和下贝拉省，南邻里巴特茹省，西南临埃斯特雷马杜拉省，西邻大西洋。